# Gran Premio de Tailandia de Motociclismo de 2023
El Gran Premio de Tailandia de Motociclismo de 2023 (oficialmente OR Thailand Grand Prix) fue la decimoséptima prueba del Campeonato del Mundo de Motociclismo de 2023. Tuvo lugar en el fin de semana del 27 al 29 de octubre de 2023 en el Circuito Internacional de Chang que está situado en la localidad de Buriram, Isan, Tailandia.
La carrera al sprint de MotoGP fue ganada por Jorge Martín, seguido de  Brad Binder y Luca Marini.
La carrera de MotoGP fue ganada por Jorge Martín, seguido de Francesco Bagnaia y Brad Binder. Fermín Aldeguer fue el ganador de la prueba de Moto2, por delante de Pedro Acosta y Somkiat Chantra. La carrera de Moto3 fue ganada por David Alonso, Taiyo Furusato fue segundo y Collin Veijer tercero.

## Resultados

### Resultados MotoGP

#### Carrera al sprint
| Pos.    | N.º | Piloto                | Equipo                       | Constructor | Vueltas | Tiempo    | Parrilla | Puntos |
| ------- | --- | --------------------- | ---------------------------- | ----------- | ------- | --------- | -------- | ------ |
| 1       | 89  | Jorge Martín          | Prima Pramac Racing          | Ducati      | 13      | 19:41.593 | 1        | 12     |
| 2       | 33  | Brad Binder           | Red Bull KTM Factory Racing  | KTM         | 13      | +0.933    | 5        | 9      |
| 3       | 10  | Luca Marini           | Mooney VR46 Racing Team      | Ducati      | 13      | +1.841    | 2        | 7      |
| 4       | 93  | Marc Márquez          | Repsol Honda Team            | Honda       | 13      | +3.503    | 8        | 6      |
| 5       | 41  | Aleix Espargaró       | Aprilia Racing               | Aprilia     | 13      | +3.581    | 3        | 5      |
| 6       | 72  | Marco Bezzecchi       | Mooney VR46 Racing Team      | Ducati      | 13      | +4.029    | 4        | 4      |
| 7       | 1   | Francesco Bagnaia     | Ducati Lenovo Team           | Ducati      | 13      | +4.121    | 6        | 3      |
| 8       | 73  | Álex Márquez          | Gresini Racing MotoGP        | Ducati      | 13      | +6.727    | 7        | 2      |
| 9       | 5   | Johann Zarco          | Prima Pramac Racing          | Ducati      | 13      | +7.323    | 11       | 1      |
| 10      | 43  | Jack Miller           | Red Bull KTM Factory Racing  | KTM         | 13      | +9.240    | 15       |        |
| 11      | 20  | Fabio Quartararo      | Monster Energy Yamaha MotoGP | Yamaha      | 13      | +9.339    | 10       |        |
| 12      | 36  | Joan Mir              | Repsol Honda Team            | Honda       | 13      | +10.356   | 19       |        |
| 13      | 23  | Enea Bastianini       | Ducati Lenovo Team           | Ducati      | 13      | +12.312   | 21       |        |
| 14      | 25  | Raúl Fernández        | CryptoData RNF MotoGP Team   | Aprilia     | 13      | +15.390   | 14       |        |
| 15      | 21  | Franco Morbidelli     | Monster Energy Yamaha MotoGP | Yamaha      | 13      | +15.535   | 18       |        |
| 16      | 44  | Pol Espargaró         | GasGas Factory Racing Tech3  | KTM         | 13      | +15.644   | 17       |        |
| 17      | 88  | Miguel Oliveira       | CryptoData RNF MotoGP Team   | Aprilia     | 13      | +17.753   | 20       |        |
| 18      | 12  | Maverick Viñales      | Aprilia Racing               | Aprilia     | 13      | +22.675   | 9        |        |
| 19      | 30  | Takaaki Nakagami      | LCR Honda Idemitsu           | Honda       | 13      | +37.854   | 16       |        |
| Ret     | 49  | Fabio Di Giannantonio | Gresini Racing MotoGP        | Ducati      | 9       | Retirado  | 13       |        |
| Ret     | 37  | Augusto Fernández     | GasGas Factory Racing Tech3  | KTM         | 5       | Caída     | 12       |        |
| Fuente: |     |                       |                              |             |         |           |          |        |

### MotoGP
| Pos.    | N.º | Piloto                | Equipo                       | Constructor | Vueltas | Tiempo        | Parrilla | Puntos |
| ------- | --- | --------------------- | ---------------------------- | ----------- | ------- | ------------- | -------- | ------ |
| 1       | 89  | Jorge Martín          | Prima Pramac Racing          | Ducati      | 26      | 39:40.045     | 1        | 25     |
| 2       | 1   | Francesco Bagnaia     | Ducati Lenovo Team           | Ducati      | 26      | +0.253        | 6        | 20     |
| 3       | 33  | Brad Binder           | Red Bull KTM Factory Racing  | KTM         | 26      | +0.114        | 5        | 16     |
| 4       | 72  | Marco Bezzecchi       | Mooney VR46 Racing Team      | Ducati      | 26      | +2.005        | 4        | 13     |
| 5       | 20  | Fabio Quartararo      | Monster Energy Yamaha MotoGP | Yamaha      | 26      | +4.550        | 10       | 11     |
| 6       | 93  | Marc Márquez          | Repsol Honda Team            | Honda       | 26      | +5.362        | 8        | 10     |
| 7       | 10  | Luca Marini           | Mooney VR46 Racing Team      | Ducati      | 26      | +6.778        | 2        | 9      |
| 8       | 41  | Aleix Espargaró       | Aprilia Racing               | Aprilia     | 26      | +7.303        | 3        | 8      |
| 9       | 49  | Fabio Di Giannantonio | Gresini Racing MotoGP        | Ducati      | 26      | +7.569        | 13       | 7      |
| 10      | 5   | Johann Zarco          | Prima Pramac Racing          | Ducati      | 26      | +9.377        | 11       | 6      |
| 11      | 21  | Franco Morbidelli     | Monster Energy Yamaha MotoGP | Yamaha      | 26      | +11.168       | 18       | 5      |
| 12      | 36  | Joan Mir              | Repsol Honda Team            | Honda       | 26      | +11.990       | 19       | 4      |
| 13      | 23  | Enea Bastianini       | Ducati Lenovo Team           | Ducati      | 26      | +12.323       | 21       | 3      |
| 14      | 30  | Takaaki Nakagami      | LCR Honda Idemitsu           | Honda       | 26      | +14.537       | 16       | 2      |
| 15      | 25  | Raúl Fernández        | CryptoData RNF MotoGP Team   | Aprilia     | 26      | +15.093       | 14       | 1      |
| 16      | 43  | Jack Miller           | Red Bull KTM Factory Racing  | KTM         | 26      | +17.640       | 15       |        |
| 17      | 37  | Augusto Fernández     | GasGas Factory Racing Tech3  | KTM         | 26      | +21.307       | 12       |        |
| 18      | 44  | Pol Espargaró         | GasGas Factory Racing Tech3  | KTM         | 26      | +21.435       | 17       |        |
| Ret     | 12  | Maverick Viñales      | Aprilia Racing               | Aprilia     | 23      | Retirado      | 9        |        |
| Ret     | 73  | Álex Márquez          | Gresini Racing MotoGP        | Ducati      | 12      | Caída         | 7        |        |
| Ret     | 88  | Miguel Oliveira       | CryptoData RNF MotoGP Team   | Aprilia     | 6       | Fallo técnico | 20       |        |
| 1. 2.   |     |                       |                              |             |         |               |          |        |
| Fuente: |     |                       |                              |             |         |               |          |        |

### Resultados Moto2
| Pos.    | N.º | Piloto                  | Constructor | Vueltas | Tiempo        | Parrilla | Puntos |
| ------- | --- | ----------------------- | ----------- | ------- | ------------- | -------- | ------ |
| 1       | 54  | Fermín Aldeguer         | Boscoscuro  | 22      | 35:20.880     | 1        | 25     |
| 2       | 37  | Pedro Acosta            | Kalex       | 22      | +3.481        | 2        | 20     |
| 3       | 35  | Somkiat Chantra         | Kalex       | 22      | +9.794        | 5        | 16     |
| 4       | 14  | Tony Arbolino           | Kalex       | 22      | +12.923       | 8        | 13     |
| 5       | 79  | Ai Ogura                | Kalex       | 22      | +14.451       | 19       | 11     |
| 6       | 24  | Marcos Ramírez          | Kalex       | 22      | +14.816       | 6        | 10     |
| 7       | 75  | Albert Arenas           | Kalex       | 22      | +15.030       | 3        | 9      |
| 8       | 21  | Alonso López            | Boscoscuro  | 22      | +18.360       | 7        | 8      |
| 9       | 28  | Izan Guevara            | Kalex       | 22      | +19.798       | 17       | 7      |
| 10      | 18  | Manuel González         | Kalex       | 22      | +20.564       | 20       | 6      |
| 11      | 40  | Arón Canet              | Kalex       | 22      | +20.962       | 4        | 5      |
| 12      | 71  | Dennis Foggia           | Kalex       | 22      | +24.198       | 16       | 4      |
| 13      | 52  | Jeremy Alcoba           | Kalex       | 22      | +25.593       | 13       | 3      |
| 14      | 22  | Sam Lowes               | Kalex       | 22      | +26.526       | 14       | 2      |
| 15      | 15  | Darryn Binder           | Kalex       | 22      | +33.565       | 25       | 1      |
| 16      | 64  | Bo Bendsneyder          | Kalex       | 22      | +33.716       | 21       |        |
| 17      | 12  | Filip Salač             | Kalex       | 22      | +33.734       | 18       |        |
| 18      | 7   | Barry Baltus            | Kalex       | 22      | +35.157       | 22       |        |
| 19      | 17  | Álex Escrig             | Forward     | 22      | +37.586       | 23       |        |
| 20      | 33  | Rory Skinner            | Kalex       | 22      | +42.531       | 30       |        |
| 21      | 9   | Mattia Casadei          | Kalex       | 22      | +55.552       | 28       |        |
| 22      | 5   | Kohta Nozane            | Kalex       | 22      | +1:04.820     | 29       |        |
| 23      | 3   | Lukas Tulovic           | Kalex       | 22      | +1:27.793     | 26       |        |
| Ret     | 84  | Zonta van den Goorbergh | Kalex       | 18      | Fallo técnico | 15       |        |
| Ret     | 11  | Sergio García           | Kalex       | 7       | Caída         | 11       |        |
| Ret     | 13  | Celestino Vietti        | Kalex       | 4       | Caída         | 12       |        |
| Ret     | 96  | Jake Dixon              | Kalex       | 4       | Colisión      | 9        |        |
| Ret     | 16  | Joe Roberts             | Kalex       | 2       | Caída         | 10       |        |
| Ret     | 23  | Taiga Hada              | Kalex       | 2       | Caída         | 24       |        |
| Ret     | 67  | Alberto Surra           | Forward     | 0       | Caída         | 27       |        |
| Fuente: |     |                         |             |         |               |          |        |

### Resultados Moto3
| Pos.    | N.º | Piloto             | Constructor | Vueltas | Tiempo    | Parrilla | Puntos |
| ------- | --- | ------------------ | ----------- | ------- | --------- | -------- | ------ |
| 1       | 80  | David Alonso       | Gas Gas     | 19      | 32:45.307 | 12       | 25     |
| 2       | 72  | Taiyo Furusato     | Honda       | 19      | +0.266    | 6        | 20     |
| 3       | 95  | Collin Veijer      | Husqvarna   | 19      | +0.359    | 5        | 16     |
| 4       | 5   | Jaume Masià        | Honda       | 19      | +0.382    | 7        | 13     |
| 5       | 53  | Deniz Öncü         | KTM         | 19      | +0.557    | 1        | 11     |
| 6       | 96  | Daniel Holgado     | KTM         | 19      | +1.133    | 11       | 10     |
| 7       | 18  | Matteo Bertelle    | Honda       | 19      | +1.288    | 13       | 9      |
| 8       | 54  | Riccardo Rossi     | Honda       | 19      | +1.307    | 17       | 8      |
| 9       | 6   | Ryusei Yamanaka    | Gas Gas     | 19      | +1.413    | 4        | 7      |
| 10      | 27  | Kaito Toba         | Honda       | 19      | +1.445    | 22       | 6      |
| 11      | 48  | Iván Ortolá        | KTM         | 19      | +1.468    | 16       | 5      |
| 12      | 66  | Joel Kelso         | CFMoto      | 19      | +2.337    | 14       | 4      |
| 13      | 10  | Diogo Moreira      | KTM         | 19      | +2.409    | 2        | 3      |
| 14      | 43  | Xavier Artigas     | CFMoto      | 19      | +6.497    | 19       | 2      |
| 15      | 31  | Adrián Fernández   | Honda       | 19      | +6.663    | 8        | 1      |
| 16      | 99  | José Antonio Rueda | KTM         | 19      | +6.813    | 9        |        |
| 17      | 82  | Stefano Nepa       | KTM         | 19      | +6.972    | 15       |        |
| 18      | 21  | Vicente Pérez      | KTM         | 19      | +14.484   | 23       |        |
| 19      | 7   | Filippo Farioli    | KTM         | 19      | +15.922   | 24       |        |
| 20      | 19  | Scott Ogden        | Honda       | 19      | +16.441   | 26       |        |
| 21      | 20  | Lorenzo Fellon     | KTM         | 19      | +18.035   | 30       |        |
| 22      | 9   | Nicola Carraro     | Honda       | 19      | +28.738   | 18       |        |
| 23      | 70  | Joshua Whatley     | Honda       | 19      | +31.758   | 21       |        |
| 24      | 63  | Syarifuddin Azman  | KTM         | 19      | +33.894   | 20       |        |
| 25      | 38  | David Salvador     | KTM         | 19      | +34.011   | 28       |        |
| 26      | 64  | Mario Aji          | Honda       | 19      | +34.104   | 25       |        |
| 27      | 32  | Krittapat Keankum  | KTM         | 19      | +1:15.028 | 29       |        |
| 28      | 33  | Tatchakorn Buasri  | Honda       | 18      | +1 vuelta | 27       |        |
| Ret     | 44  | David Muñoz        | KTM         | 9       | Colisión  | 10       |        |
| Ret     | 71  | Ayumu Sasaki       | Husqvarna   | 8       | Colisión  | 3        |        |
| Fuente: |     |                    |             |         |           |          |        |